# Heteferes D
Pogledajte također "Heteferes".
Heteferes D bila je princeza drevnoga Egipta, kćerka princa Nikaure i njegove žene Nikanebti, unuka faraona Kafre i polunećakinja faraona Menkaure. Imala je sestru Nikanebti i brata Nikauru. Spomenuta je u mastabi G 8158 u Gizi. Bila je nazvana po svojoj prateti, kraljici Heteferes II. ili po sestrični svoga oca, princezi Heteferes C.